# Pembroke (Pembrokeshire)
Pembroke (velšsky Penfro) je město v hrabství Pembrokeshire na jihozápadě Walesu ve Spojeném království.

## Geografie
Město leží na řece Cleddau a nachází se zde středověký hrad. Ze zdejší oblasti pochází plemeno pasteveckého psa Welsh Corgi Pembroke.

## Obyvatelstvo
V roce 2001 zde žilo 7 214 obyvatel.

## Osobnosti
- Jindřich VII. Tudor (1457–1509) – anglický král
- Mervyn Johns (1899–1992) – velšský herec
- Daniel Jones (1912–1993) – velšský hudební skladatel